# Hedobia angulata
Hedobia angulata är en skalbaggsart som beskrevs av Henry Clinton Fall 1905. Hedobia angulata ingår i släktet Hedobia och familjen trägnagare. Inga underarter finns listade i Catalogue of Life.